# DDR3 SDRAM

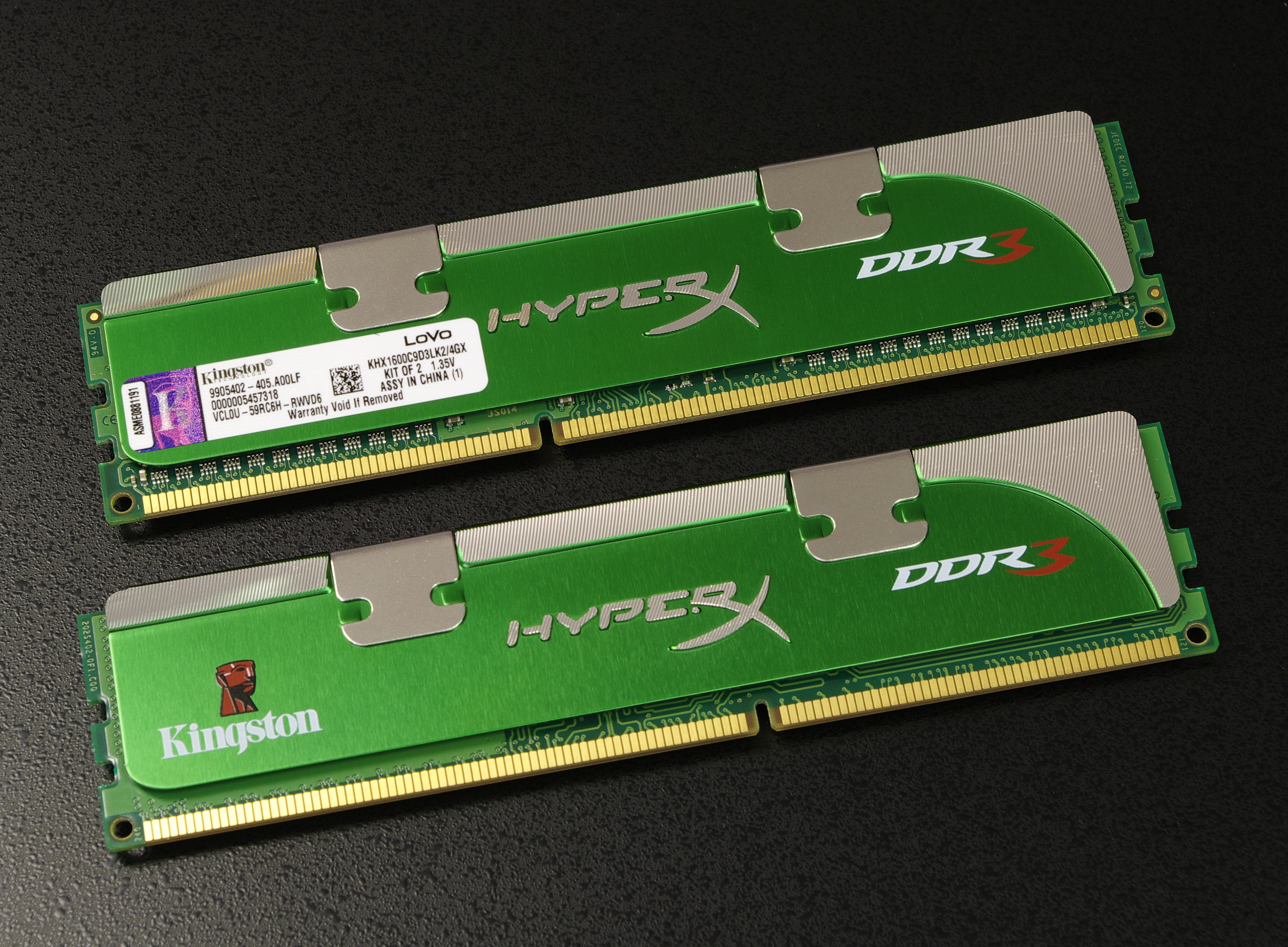
Memòries DDR3

DDR3 SDRAM és un tipus de memòria RAM, que en anglès significa Double Data Rate tipus 3 Synchronous Dynamic Random-Access Memory. La memòria DDR2 és la predecessora de les memòries DDR3.
La memòria redueix el consum de potència comparat amb els mòduls DDR2, degut a la tecnologia de fabricació de 90 nm, permetent menors corrents i voltatges (un màxim de 1,5V, comparat amb els 1,8V de DDR2 o els 2,5V de DDR) d'operació. Es fan servir transistors de "doble porta" per reduir les pèrdues de corrent. L'ample del buffer de pre-càrrega de DDR3 és de 8 bits, mentre que a DDR2 és de 4 bits, i a DDR és de 2 bits.
Les memòries DDR3 permeten utilitzar xips integrats que van des de 512 Mb fins a 8 Gb, fent possible la fabricació de mòduls de fins a 16 Gb.
Aquests mòduls poden transferir dades a la velocitat de rellotge efectiva de 800-1600 MHz (per a un sol amplada de banda de rellotge de 400-800 MHz), comparat amb el rang de DDR2, de 400-1066 MHz (200-533 MHz) o el rang de DDR, de 200-600 MHz (100-300 MHz).
Totes les memòries DDR3 tenen 240 pins, el mateix nombre que DDR2; tot i això, els mòduls són físicament incompatibles, a causa de la ubicació diferent de l'osca.
A totes les memòries DDR haurien de venir indicada la latència o temps de resposta, indicat amb l'índex CL (7,8,9 fins a 11). Com a referència genèrica a un índex CL mes baix mes ràpida es la resposta,sempre mesurada en cicles de BUS. (Això implica que en temps reals (Nanosegons) l'accés a les dades es mes ràpid en un CL9 a 1333Mhz que en un CL11 a 1600Mhz).
La memòria GDD3, amb un nom similar però tecnologia completament diferent, s'ha fet servir durant alguns anys a targetes gràfiques de gamma alta, com les de NVIDIA o ATI Technologies, i com a memòria principal del sistema a la Xbox 360. A vegades és citada incorrectament com "DDR3".